# Zadars flygplats
Zadars flygplats (IATA: ZAD, ICAO: LDZD) (kroatiska: Zračna luka Zadar) är en internationell flygplats utanför staden Zadar i Kroatien. Den ligger 8 km öster om centrala Zadar i kommunen Zemunik Donji. Flygbolaget Lufthansa har pilotutbildningar på flygplatsen.

## Marktransport

### Buss
Det går bussar mellan centrala Zadar och flygplatsen. Restiden är cirka 15 minuter.

## Övrigt
Flygplatsen var under drygt fyrtio år en av få flygplatser i världen där en trafikerad bilväg korsade flygplatsområdet. Flygplan tvingades passera en bilväg med bommar innan Kroatiens luftfartsmyndighet stängde vägen för trafik den 8 april 2010.